# Carex kashmirensis
Carex kashmirensis är en halvgräsart som beskrevs av Charles Baron Clarke. Carex kashmirensis ingår i släktet starrar, och familjen halvgräs. Inga underarter finns listade i Catalogue of Life.